# Pycreus sanguinolentus
Pycreus sanguinolentus là loài thực vật có hoa trong họ Cói. Loài này được (Vahl) Nees miêu tả khoa học đầu tiên năm 1834.